# ایستگاه راه‌آهن پارک کارپندرز
ایستگاه پارک کارپندرز یک ایستگاه از خط بیکرلو و از خطوط متروی لندن است.که در پارک کارپندرز قرار دارد و در ۱۶ آوریل ۱۹۱۶ افتتاح شده‌است.
چرینگ